# زلاس
زلاس (به انگلیسی: Zeals) یک روستا و محله مدنی در بریتانیا است که در ویلتشر واقع شده‌است. زلاس ۶۵۸ نفر جمعیت دارد.